# Karbid železa
Karbid železa nebo také cementit, sumární vzorec Fe3C, je sloučenina železa a uhlíku. Obsahuje 6,68 hm. % uhlíku. Tato látka má orthorombickou krystalovou strukturu. Je to velmi tvrdý (až 650 HV) a křehký materiál se světlými krystaly, který má velký význam v metalurgii oceli. Karbid železa vzniká precipitací při chladnutí oceli nebo bílé litiny z teploty austenitizace. Je feromagnetický do teploty 217 °C. Jeho vznik lze popsat pomocí binárního diagramu železo-uhlík.
Tzv. primární cementit vzniká v metastabilní soustavě jako součást eutektika – ledeburitu, sekundární cementit jako součást eutektoidu – perlitu a terciární při hranici feritu α do eutektické teploty.